# John Arthur
John Arthur (8 april 2002) is een Ghanees voetballer die sinds januari 2025 uitkomt voor Dinamo Tbilisi.

## Clubcarrière
Arthur begon in Ghana met voetballen in een scholencompetitie. Later kon hij bij een jeugdacademie aan de slag. Via teams in de tweede en eerste divisie trok hij naar Gambia, waar hij bij academie Gambinos Stars met Belgische trainers werkte. In 2021 maakte hij, samen met Mengeh Turay en Bolivar Seck, de overstap van Gambinos Stars naar de Belgische eersteklasser KAA Gent. Arthur speelde in het seizoen 2021/22 voor de beloften van Gent, die dat seizoen een plekje in Eerste klasse B probeerden te bemachtigen. Dat mislukte, waardoor Jong Gent in het seizoen 2022/23 in Eerste nationale speelde. Arthur scoorde dat seizoen tien keer in 27 competitiewedstrijden. Jong Gent won dat seizoen ook de Beker van België voor beloften. Arthur werd in de finale tegen KV Oostende tot matchwinnaar.
In het seizoen 2023/24 speelde Arthur in Portugal voor SCU Torreense. Daar raakte hij niet verder dan de Liga Revelação, de beloftencompetitie. Bij Torreense speelde Arthur, die ook in Portugal vrij vlot de weg naar doel vond, zich in de kijker van FC Felgueiras 1932, dat hem in de zomer van 2024 transfervrij overnam van de club uit Torres Vedras. In de eerste helft van het seizoen 2024/25 speelde hij vier competitiewedstrijden in de Liga Portugal 2 en een bekerwedstrijd voor de club.
In januari 2025 ondertekende Arthur een tweejarig contract bij de Georgische recordkampioen Dinamo Tbilisi.